# 4783 Wasson
4783 Wasson је астероид главног астероидног појаса. Приближан пречник астероида је 11,34 ,
а средња удаљеност астероида од Сунца износи 2,555 астрономских јединица (АЈ).
Инклинација (нагиб) орбите у односу на раван еклиптике је 16,583 степени, а орбитални период износи 1492,495 дана (4,086 године). Ексцентрицитет орбите астероида износи 0,205.
Апсолутна магнитуда астероида износи 13,70 а геометријски албедо 0,045.
Астероид је откривен 12. јануара 1983. године.